# Christien Jaques Adrien van Nagell van Ampsen
Le baron Christien Jaques Adrien van Nagell van Ampsen, né à La Haye le 26 juin 1784 et mort à Laren (Province de Gueldre) le 2 octobre 1883, est un homme politique du royaume des Pays-Bas.

## Biographie
Christien Jaques Adrien van Nagell van Ampsen est le fils du baron Anne Willem Carel van Nagell (1756-1851), seigneur des deux Ampsel qui fut ministre des Affaires étrangères du royaume uni des Pays-Bas, et d'Anna Catharina Elisabeth du Tour (1761-1853). Il était un grand propriétaire foncier qui demeurait en son château d'Ampsen près de Laren, dans la province de Gueldre. 
En 1814, il fut nommé chambellan de Guillaume Ier. La même année, il devint représentant aux États provinciaux de la Gueldre. Il fut élu membre de la Seconde Chambre des États généraux en 1822 et fit partie de l' « opposition financière », un groupe de députés cherchant à mieux contrôler le budget de l'État. Bien que ne prenant peu la parole, il fut l'un des membres les plus influents de la chambre et vota pendant plusieurs années contre le budget. En 1830, il se montra favorable à l'indépendance de la Belgique. Sous le règne de Guillaume II, il devint plus favorable à la politique gouvernementale mais s'opposa en 1848 aux projets de réforme constitutionnelle et quitta le Parlement l'année suivante.
Il fut admis le 9 décembre 1814 dans l'ordre équestre de la Gueldre puis reçu le titre de baron le 25 mai 1822.
Il était chevalier de l'ordre du Lion belgique (1834).

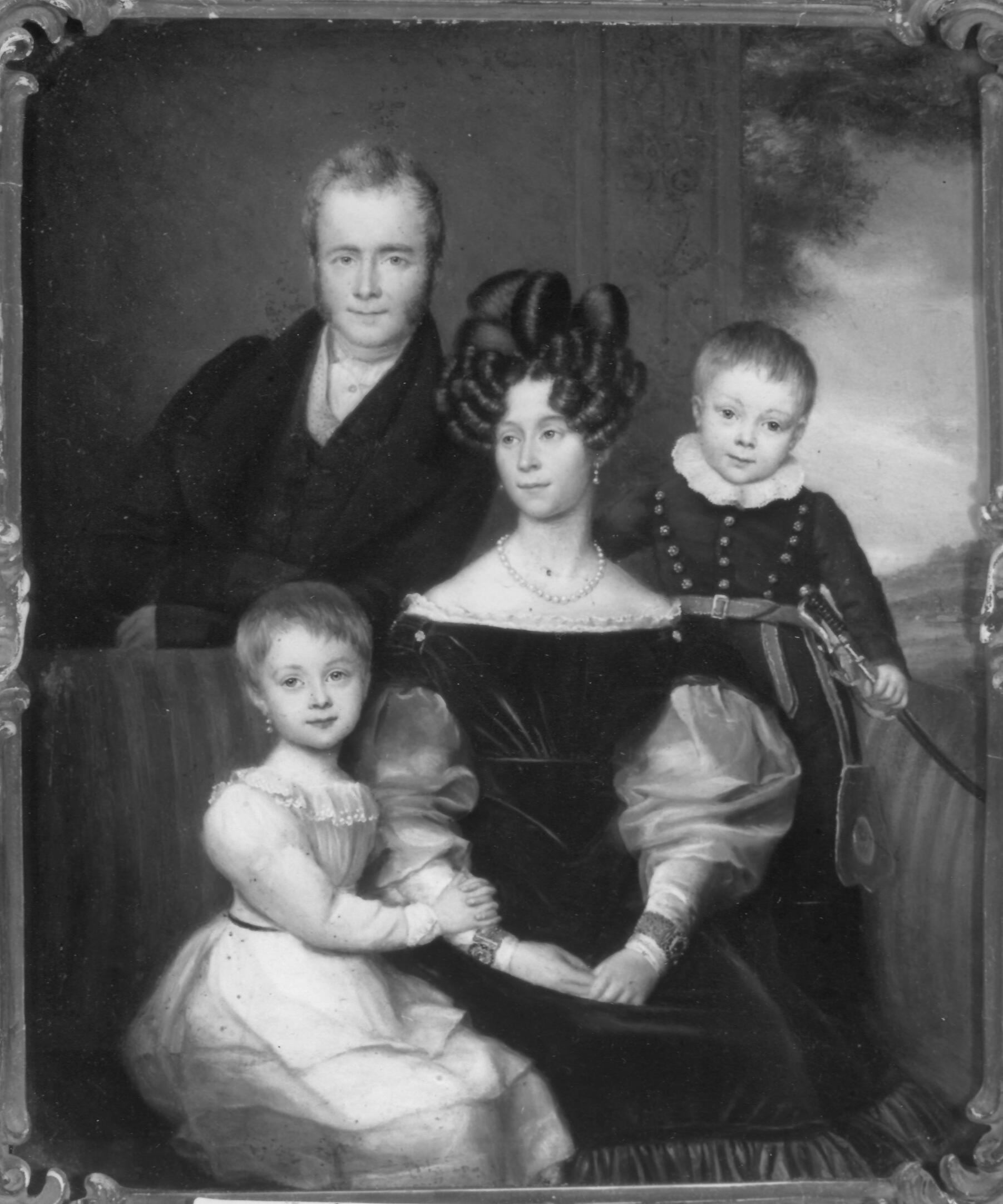
Christien Jaques Adrien baron van Nagell (1784-1883) avec sa famille.

Il épouse en 1820 la fille de Justinus van Burmania Rengers, ancien député de Frise au Corps législatif du royaume de Hollande puis de l'Empire français et membre du Conseil d'État. Son fils, Justinus van Nagell van Ampsen (nl), a été membre de la Première Chambre des États généraux.